# 普拉夫迪内
普拉夫迪内（羅馬化：Pravdyne）是烏克蘭南部赫爾松州赫尔松区比洛泽尔卡市镇内的村落，始建於1846年，面積2.66平方公里，海拔高度39米，2001年人口1,629，人口密度每平方公里612人。

## 图集

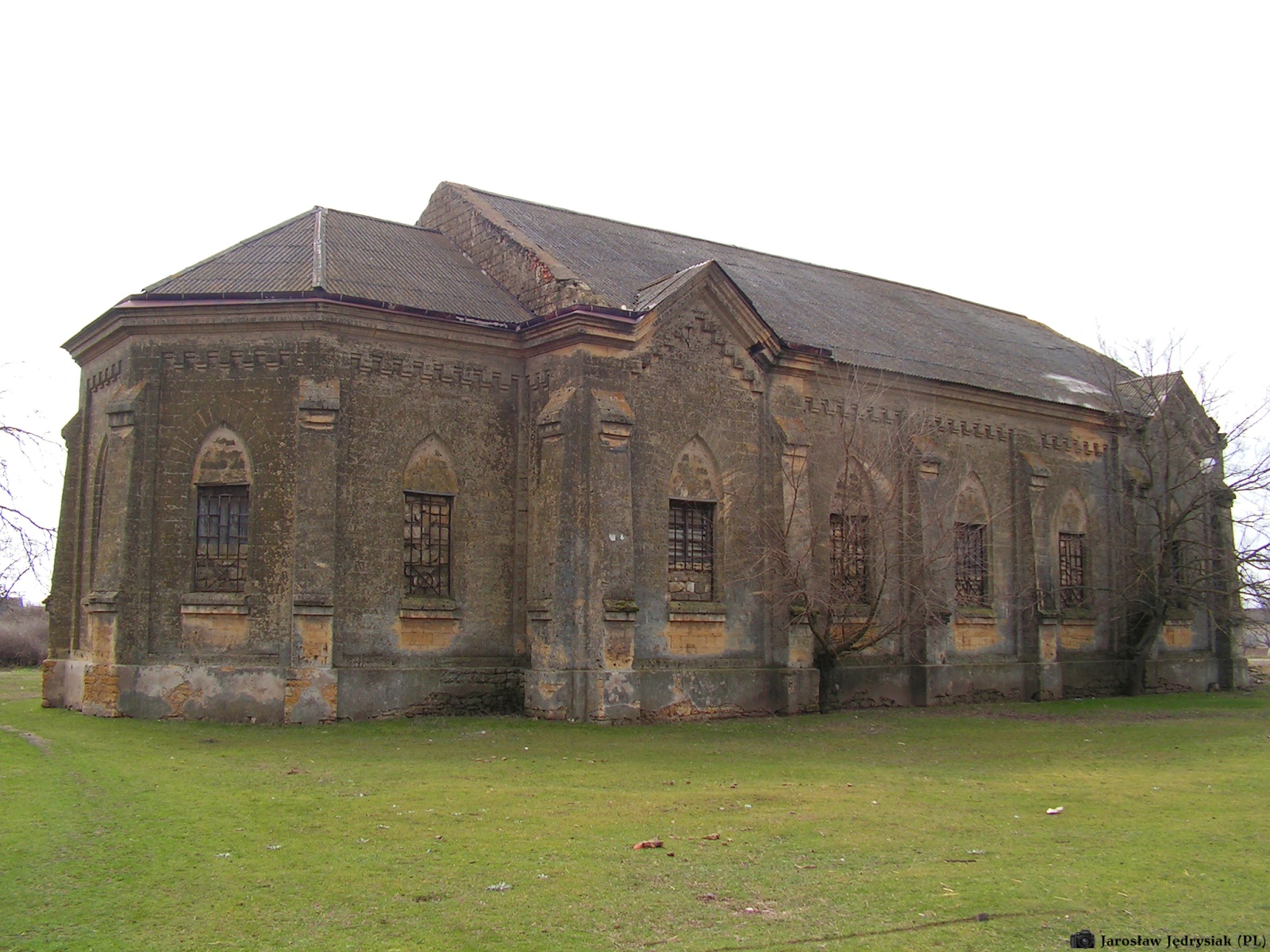
教堂遗址
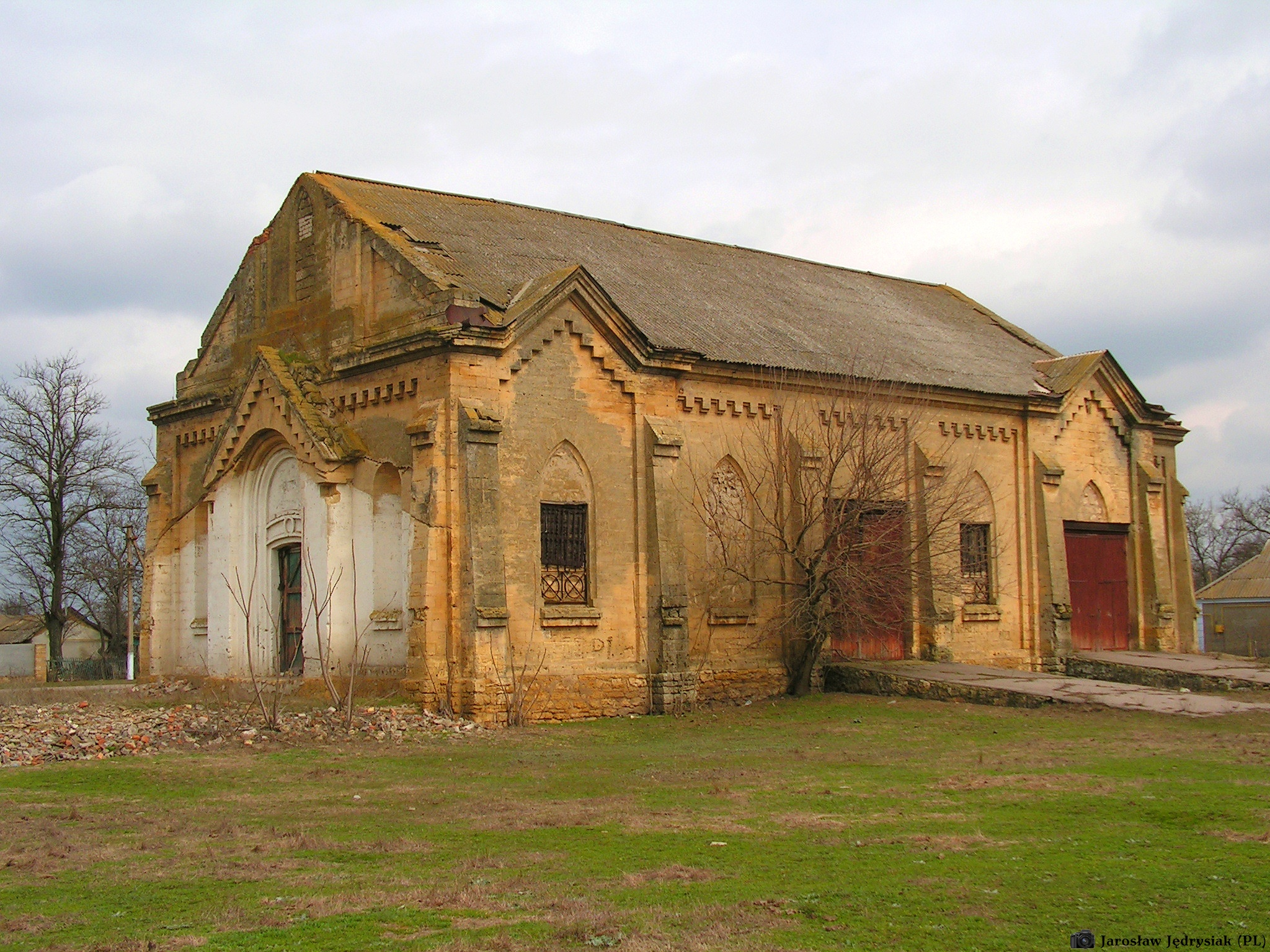
教堂遗址
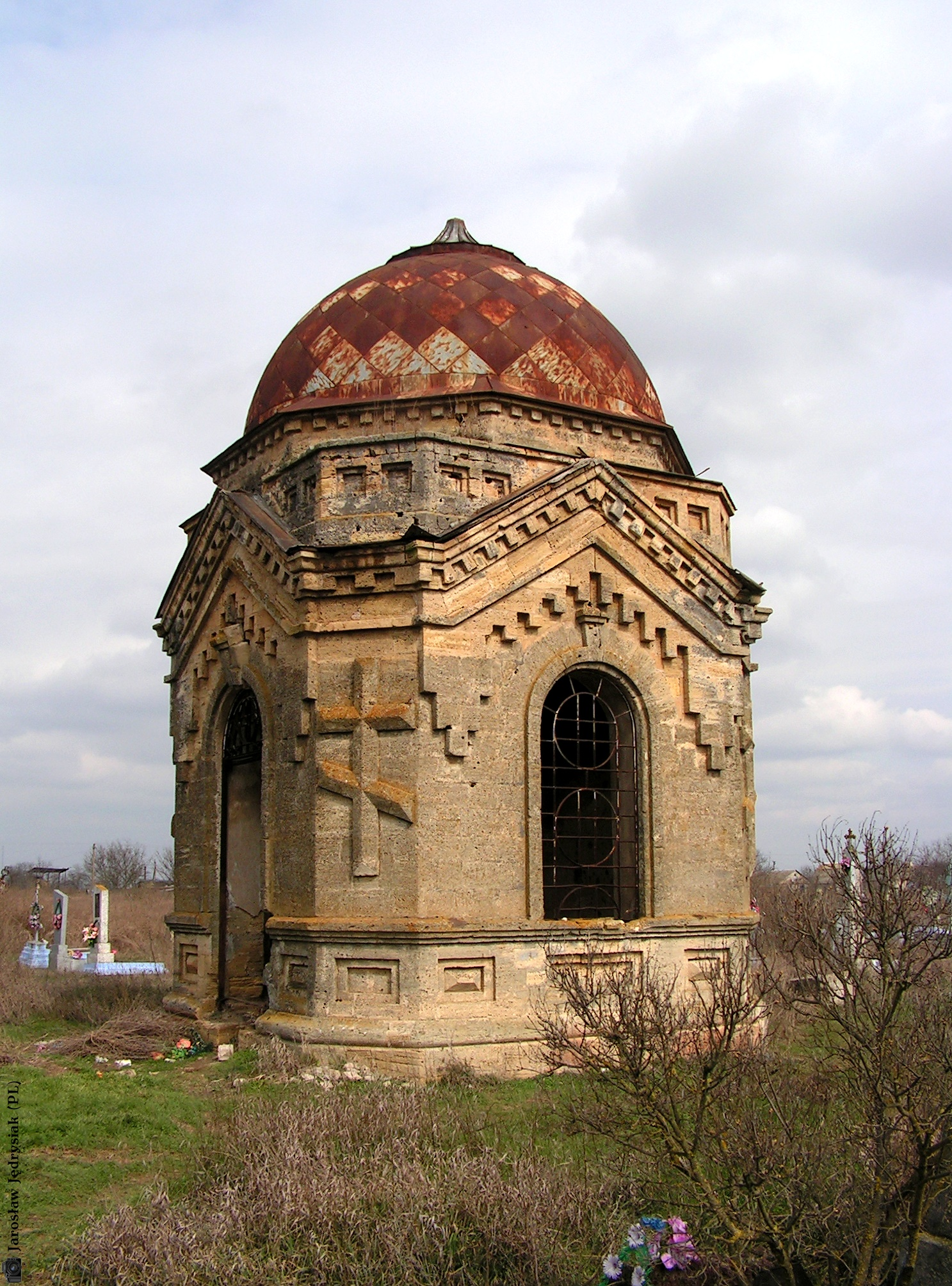
教堂遗址